# Lycoriella haipleuroti
Lycoriella haipleuroti är en tvåvingeart som beskrevs av Yang och Tan 1994. Lycoriella haipleuroti ingår i släktet Lycoriella och familjen sorgmyggor.
Artens utbredningsområde är Shanghai (Kina). Inga underarter finns listade i Catalogue of Life.